# Kollau (Tarpenbek)
El Kollau és l'afluent major del Tarpenbek a Hamburg (Alemanya). Neix de prats humits a Schnelsen i desemboca al Tarpenbek a la frontera de Lokstedt amb Groß Borstel. Un camí per a passejants i ciclistes segueix el riu del seu naixement al Kollauteich fins al conflent. La conca desguassa uns 10 km².

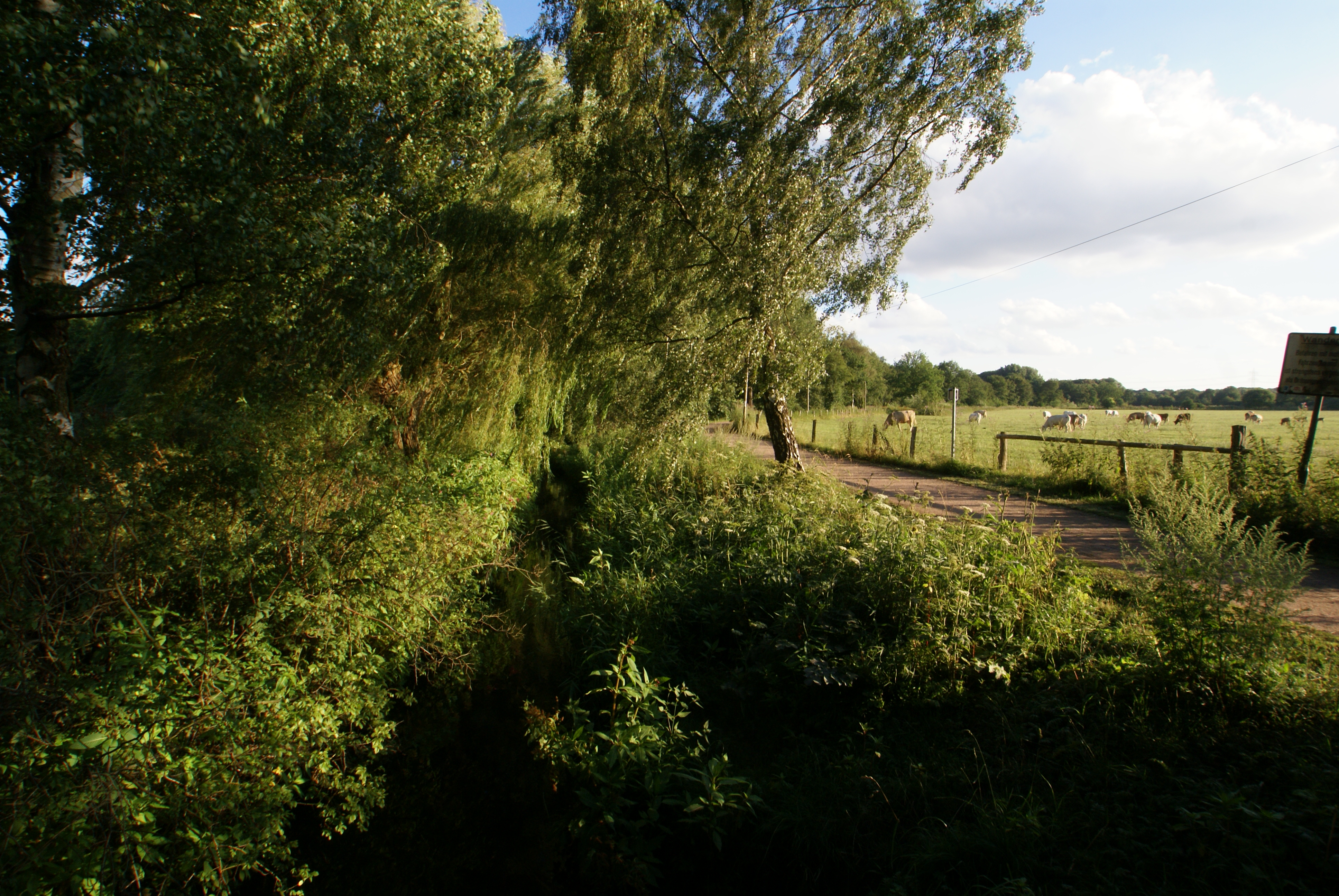
Paisatge idíl·lic als marges del Kollau a l'espai natural Kollau-Niederung, un oasi vert a la metròpoli

El nom del riu es compon de dos arrels protogermànics: Coll que significa aiguamoll i au (aigua, rierol). Significaria doncs «rierol de les aigües molls» i així és sinònim amb Moorbek. Com quasi tots els rius de la regió al segle xx va patir intervencions de racionalització i de rectificació. A poc a poc, el NABU i altres associacions per a la protecció de la natura condueixen «dies per als padrins del riu» (Bachpatentage) per tornar-li al Kollau més vida i biodiversitat.

## Afluents
1. Schillingsbek (parcialment entubat)

  1. Lohbek (entubat des del carrer Meyermannweg)
2. Alte Kollau

  1. Geelebek (HH-Lokstedt)
3. Langenhorstgraben
4. Wegenkampgraben
5. Mühlenau

  1. Düngelau

  2. Jaarsmoorgraben (entubat)

  3. Fangdiekgraben (parcialment entubat)

  4. Schießplatzgraben

    1. Lüttkampgraben

    2. Vorhorngraben
6. Duvenackergraben (entubat)
7. Brookgraben

  1. Grothwischgraben

  2. Brookgraben-Zubringer
8. Röthmoorgraben
9. Schippelmoorgraben

  1. Seesreingraben
10. Vielohgraben
11. Dübwischgraben

## Galeria

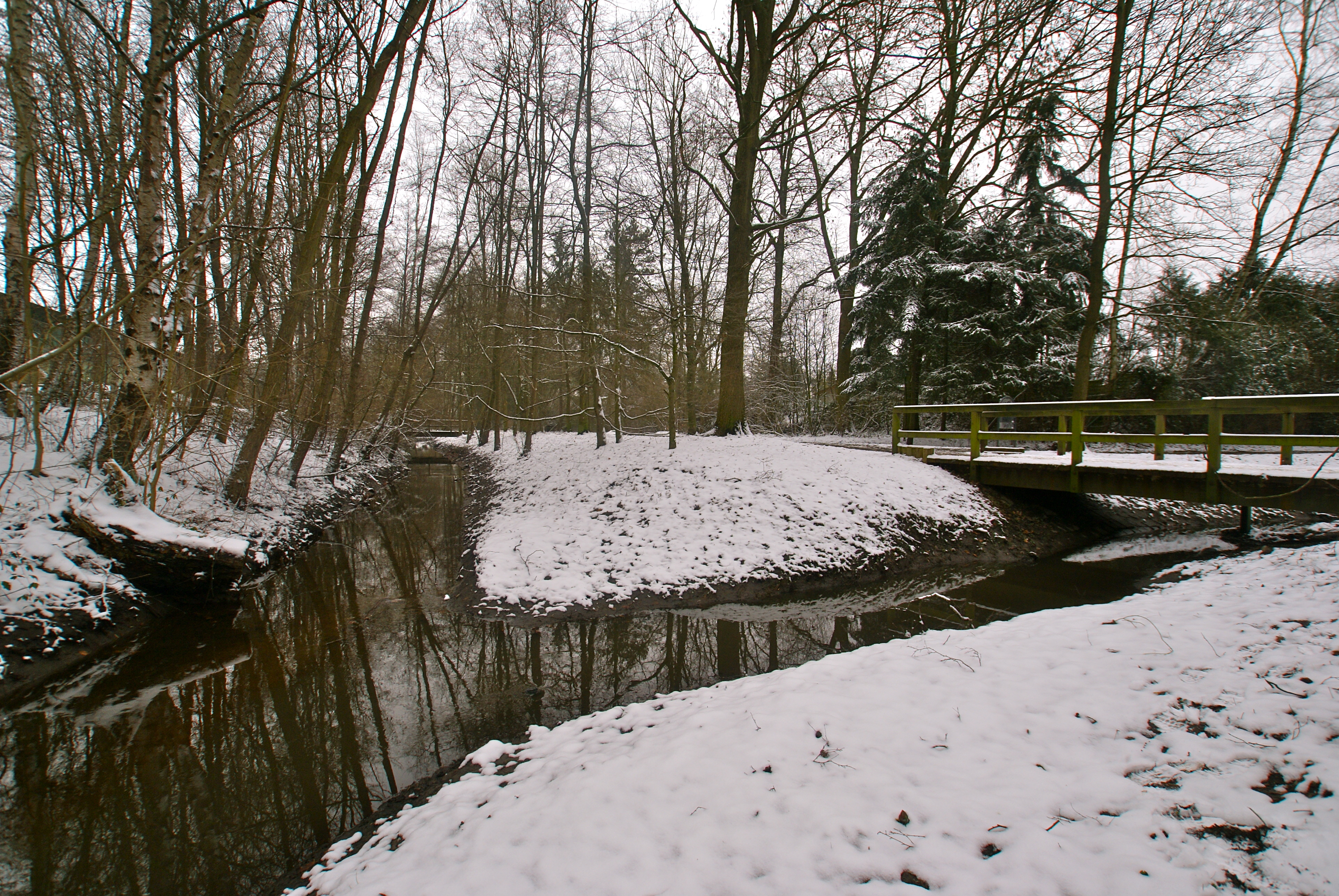
Aiguabarreig amb l'Schippelmoorgraben
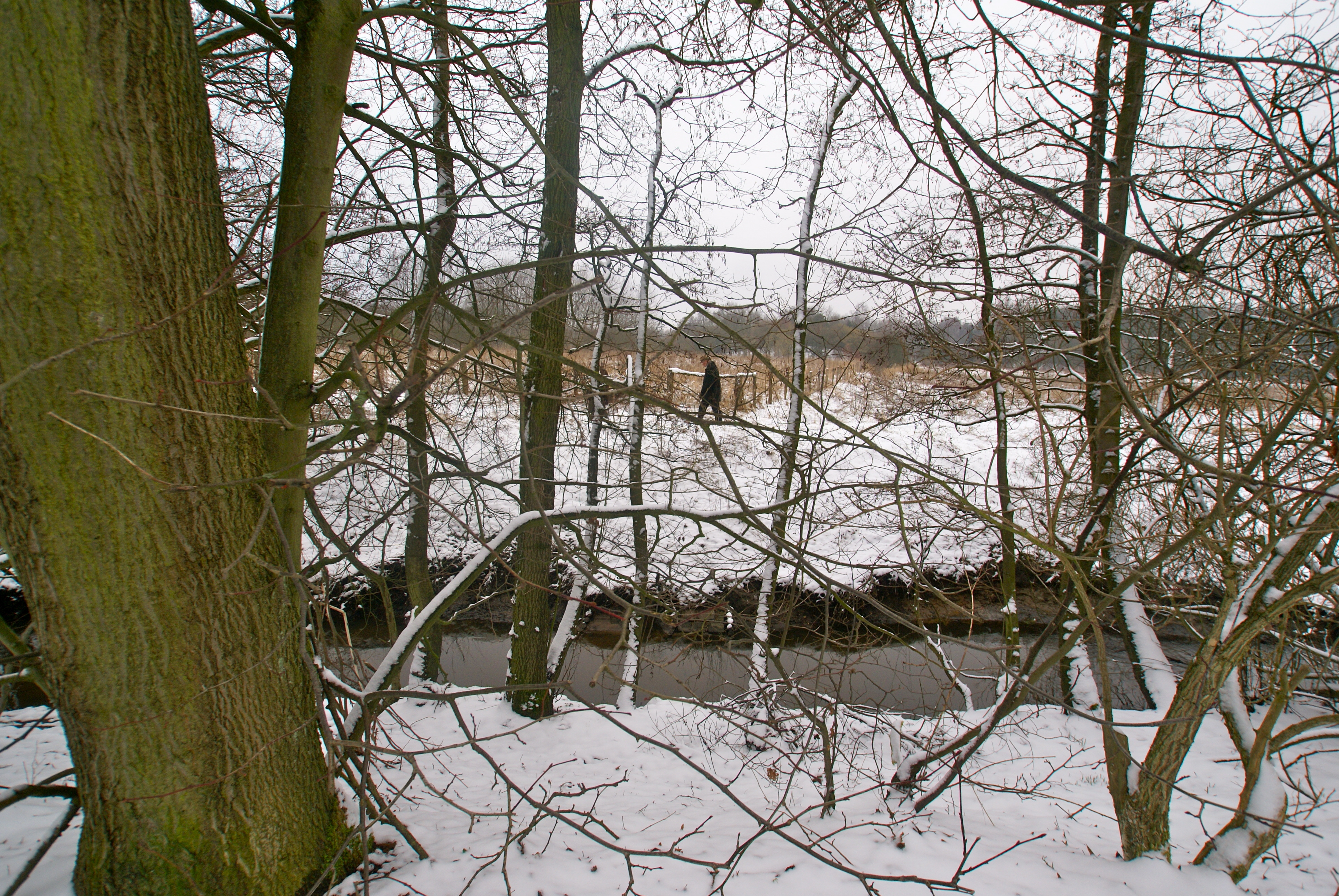
Aiguabarreig amb el Röthmoorgraben
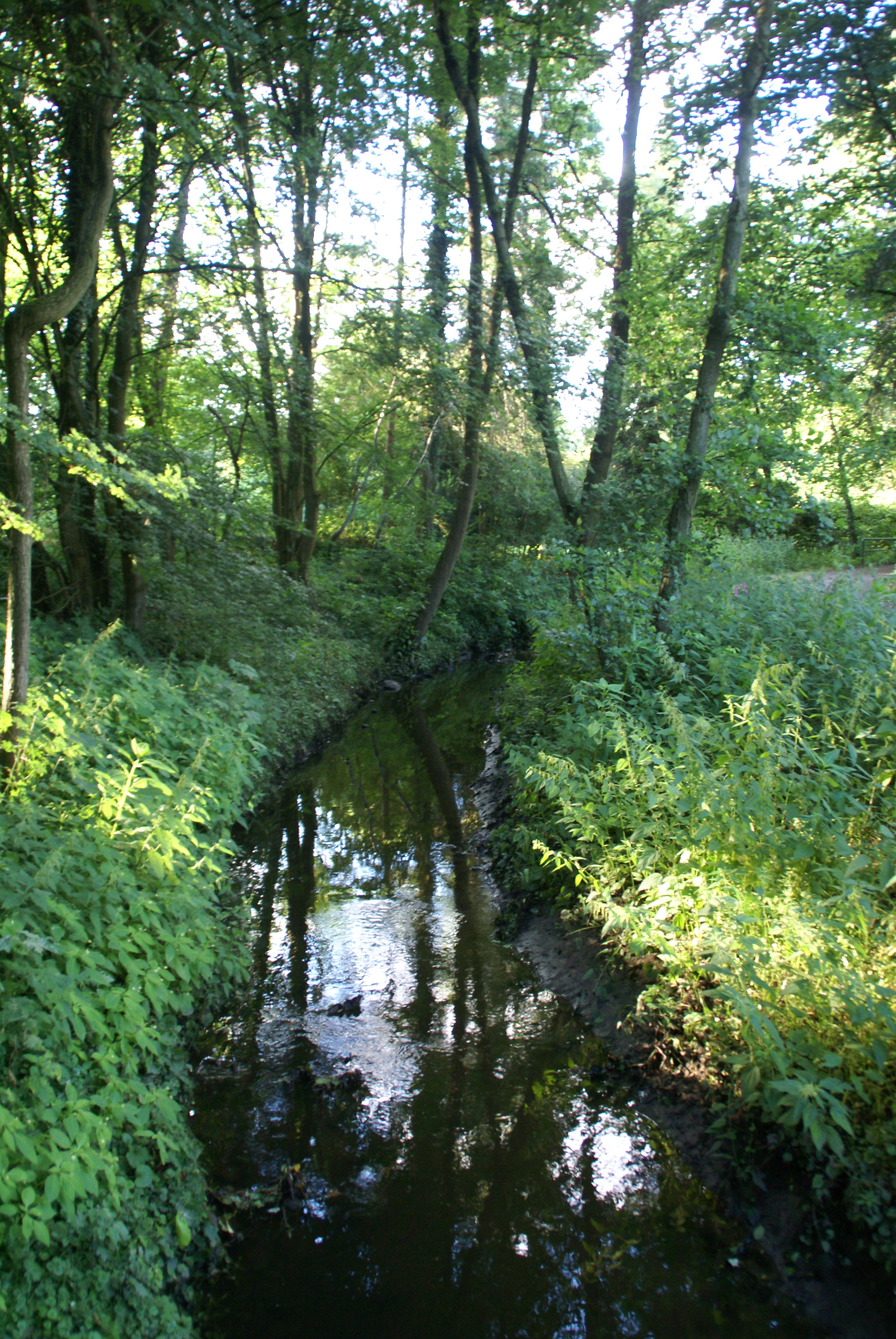
El Kollau a Niendorf després de creuar la Frohmestraße
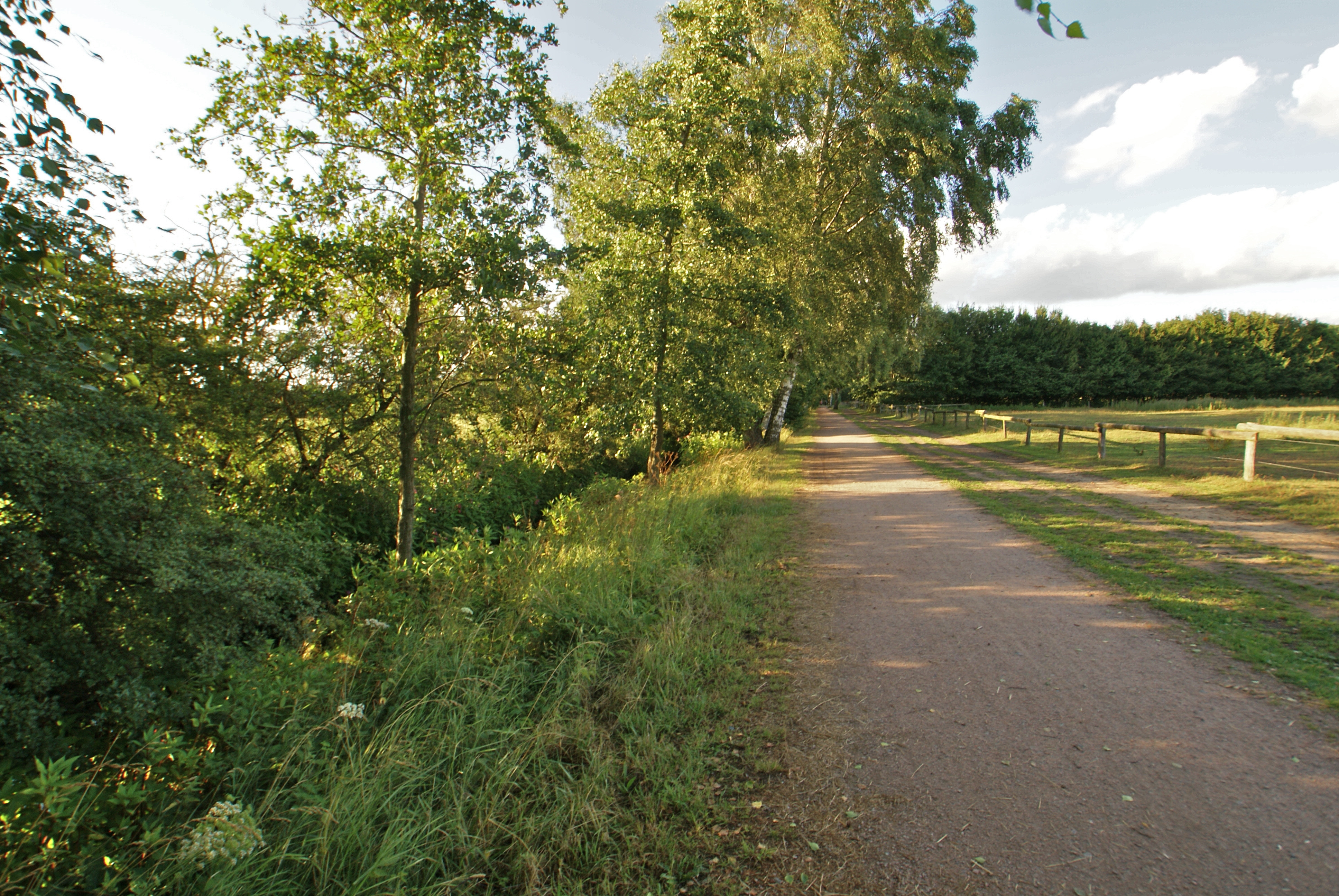
El passeig al marge del Kollau al Niendorfer Gehege
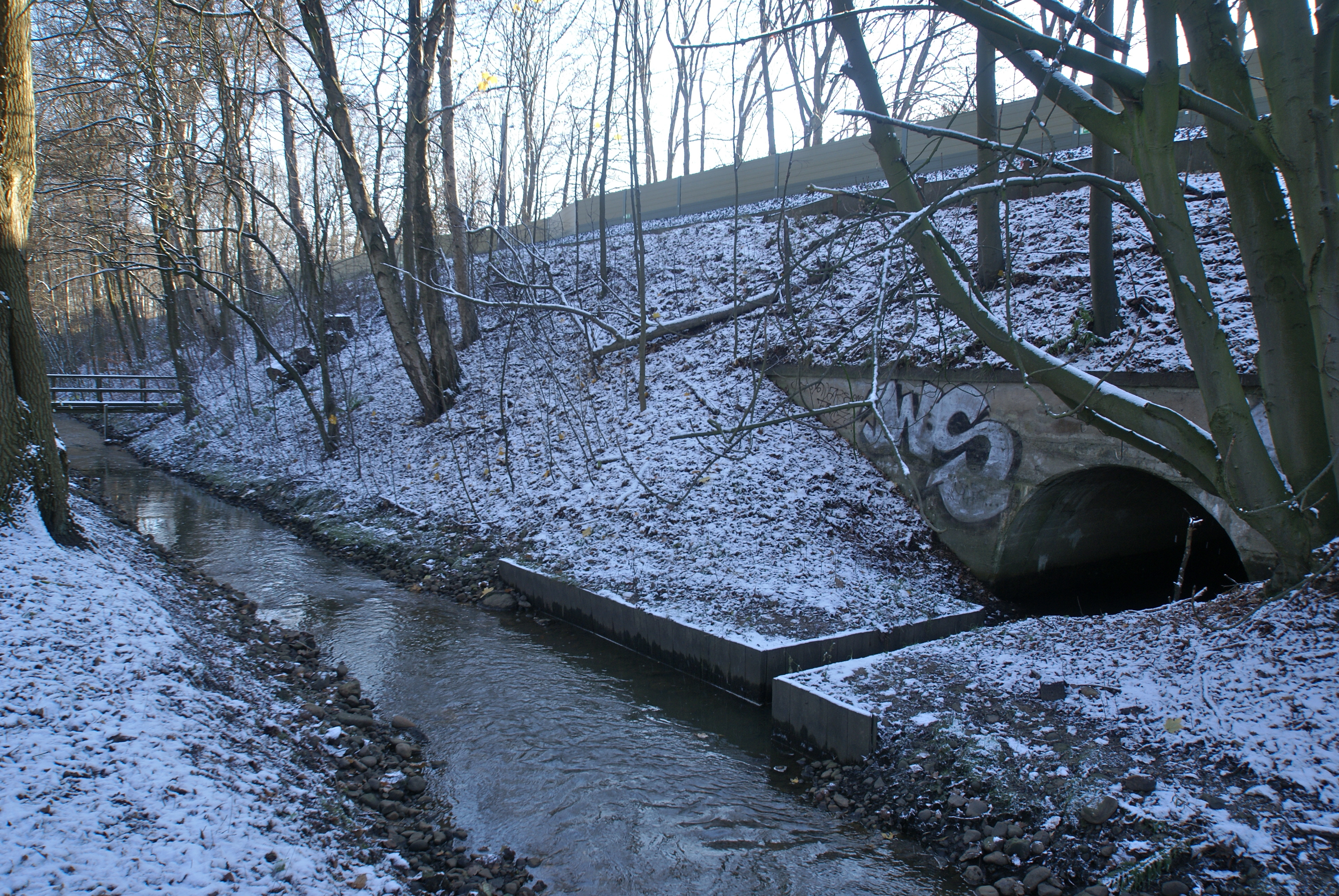
L'Alte Kollau (dreta) es vessa al Kollau després de passar sota el ferrocarril de mercaderies
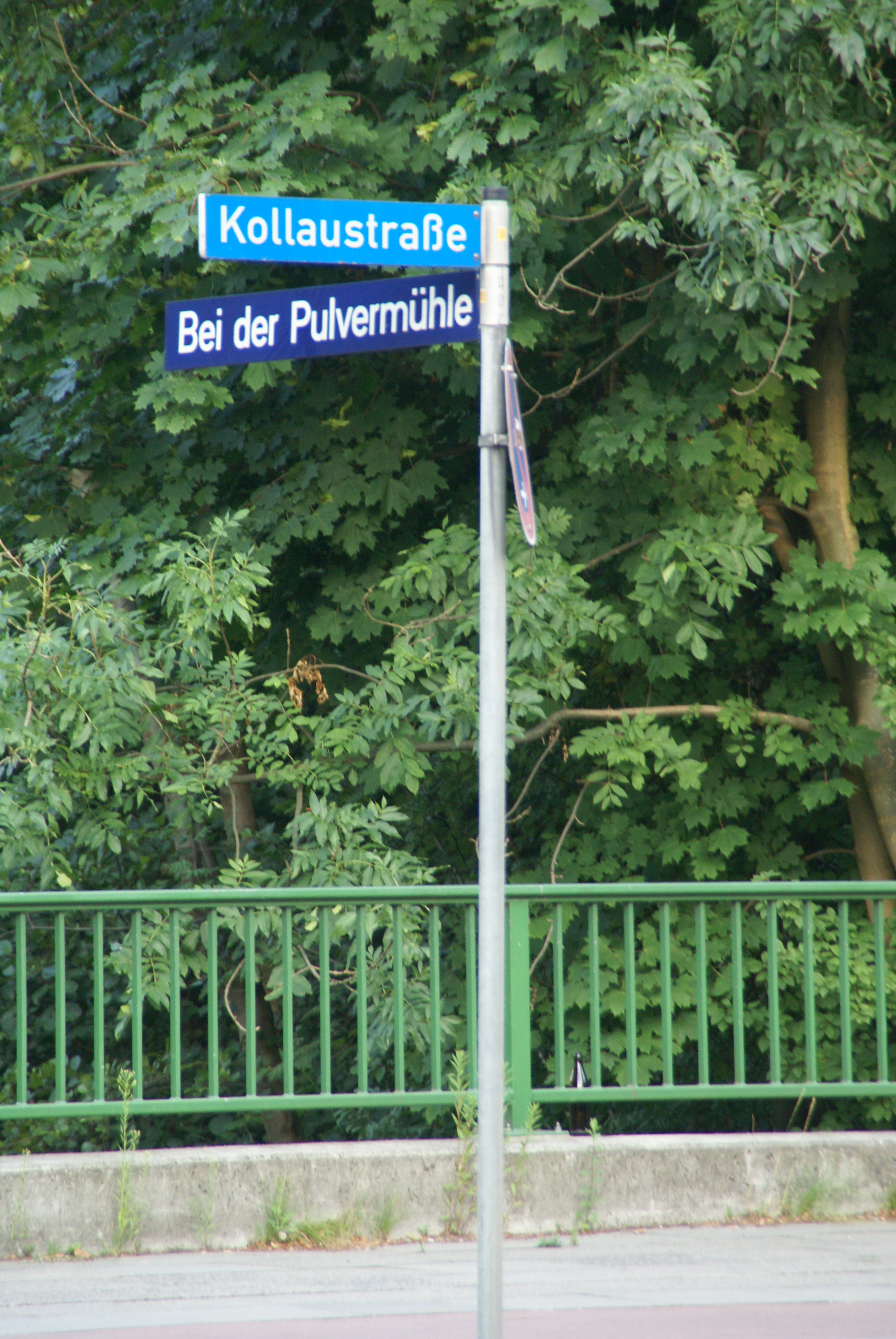
Pont al carrer Kollaustraße
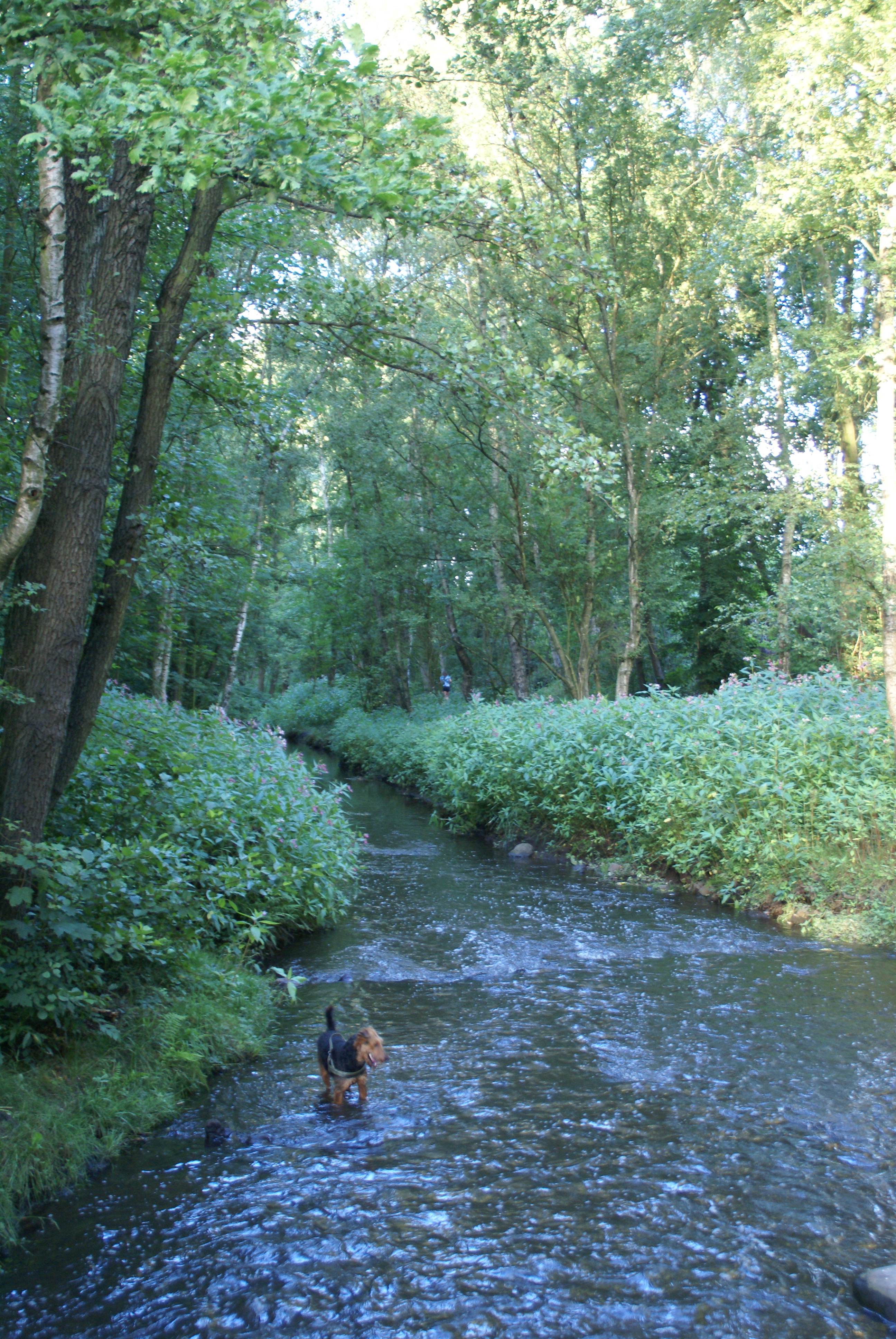
Kollau a Lokstedt
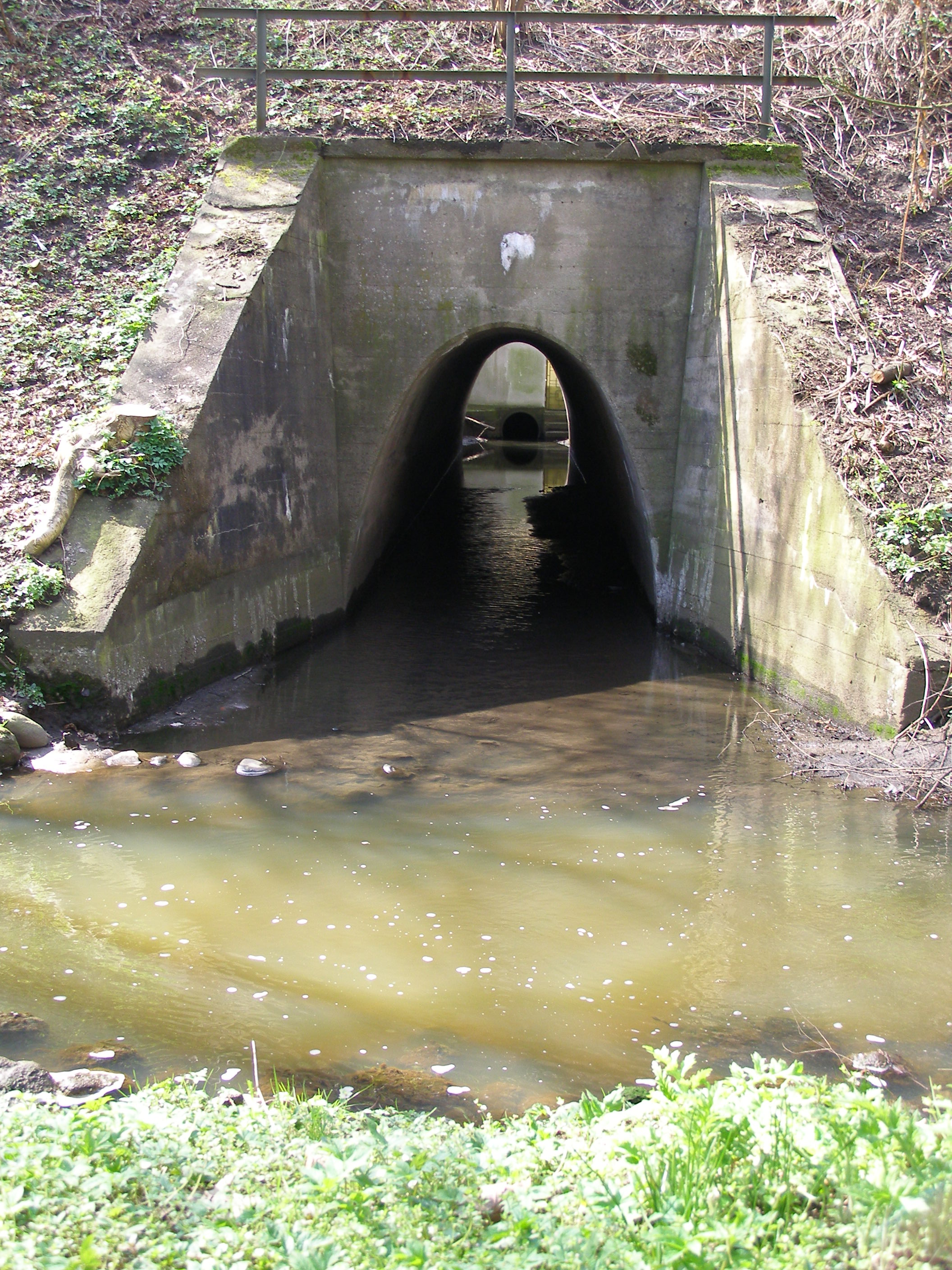
Desembocadament del Schillingsbek